# 매슈 콩거
매슈 콩거(영어: Matthew Conger, 1978년 10월 11일 ~ )는 파머스턴노스 출신 뉴질랜드의 축구 심판이다. 미국 텍사스주에서 출생했다. 2007년부터 뉴질랜드 축구 선수권 대회와 2014년부터 A리그 멘의 심판을 맡고 있으며, 2013년부터 국제축구연맹 주관 대회의 심판도 맡고 있다. 그는 또한 파머스턴노스의 학교 교사이기도 하다.

## 심판 경력

### FIFA 월드컵
2018년 FIFA 월드컵
- 2018년 6월 22일:  나이지리아 -  아이슬란드 (D조)